# Сапортеда (Каљари)
Сапортеда је насеље у Италији у округу Каљари, региону Сардинија.
Према процени из 2011. у насељу је живело 124 становника. Насеље се налази на надморској висини од 67 м.